# 高雄市新興區大同國民小學
高雄市新興區大同國民小學為位於台灣高雄市新興區的一所國民小學。

## 歷史沿革[1]
- 1935年4月，民國廿四年四月由第三公學校分出，成立高雄市第四公學校，首任校長木本喜三郎先生。
- 1938年4月，改名為「高雄市東園公學校」。
- 1941年4月，改名為「高雄市東園國民學校」。
- 1946年4月，改名為「高雄市第九國民學校」。
- 1947年4月，定名為「高雄市大同國民學校」。
- 1955年9月，高雄市建國國民學校成立，撥出部分學生。
- 1968年8月，九年國教開始實施，改名為「高雄市新興區大同國民小學」。
- 1975年9月，教育部指定設置資賦優異兒童教育實驗班。
- 1983年9月，教育部指定成立啟智班。

## 校舍活化
2016年3月，大同國小與高雄市立大同醫院及高雄市政府合作，利用國小附近的部分閒置教室，規劃為「大同福樂學堂」，做為社區型日間照護中心，為台灣校舍活化為社福機構的第一例。

## 歷任校長

### 日治時期
| 任次 | 校長       | 任期 | 備註 |
| ---- | ---------- | ---- | ---- |
| 1    | 木本喜三郎 |      |      |
| 2    | 山田新吉   |      |      |

### 中華民國時期
| 任次 | 校長   | 任期        | 備註 |
| ---- | ------ | ----------- | ---- |
| 1    | 王明德 |             |      |
| 2    | 張四正 |             |      |
| 3    | 李存敬 |             |      |
| 4    | 王來旺 |             |      |
| 5    | 吳顯   |             |      |
| 6    | 蔡西風 |             |      |
| 7    | 蔡鳳鳴 |             |      |
| 8    | 許亨通 |             |      |
| 9    | 成執權 |             |      |
| 10   | 曾鴻謨 |             |      |
| 11   | 李德水 |             |      |
| 12   | 蘇連陣 |             |      |
| 13   | 簡淑彬 |             |      |
| 14   | 李明堂 |             |      |
| 15   | 林鶴貞 |             |      |
| 16   | 陳詠禎 | 2020年8月－ |      |